# Pannonhalma
Pannonhalma (en alemán: Martinsberg; en eslovaco: Rábsky Svätý Martin), llamada Győrszentmárton hasta 1965, es una ciudad del condado de Győr-Moson-Sopron, en el oeste de Hungría. Con poco menos de 4 000 habitantes, se encuentra unos 20 kilómetros al sur-sureste de Győr. Pannonhalma alberga la institución religiosa y educativa más antigua que se conserva en Hungría, la Archiabadía Benedictina de Pannonhalma, declarada Patrimonio de la Humanidad por la UNESCO y un importante destino turístico.

## Historia

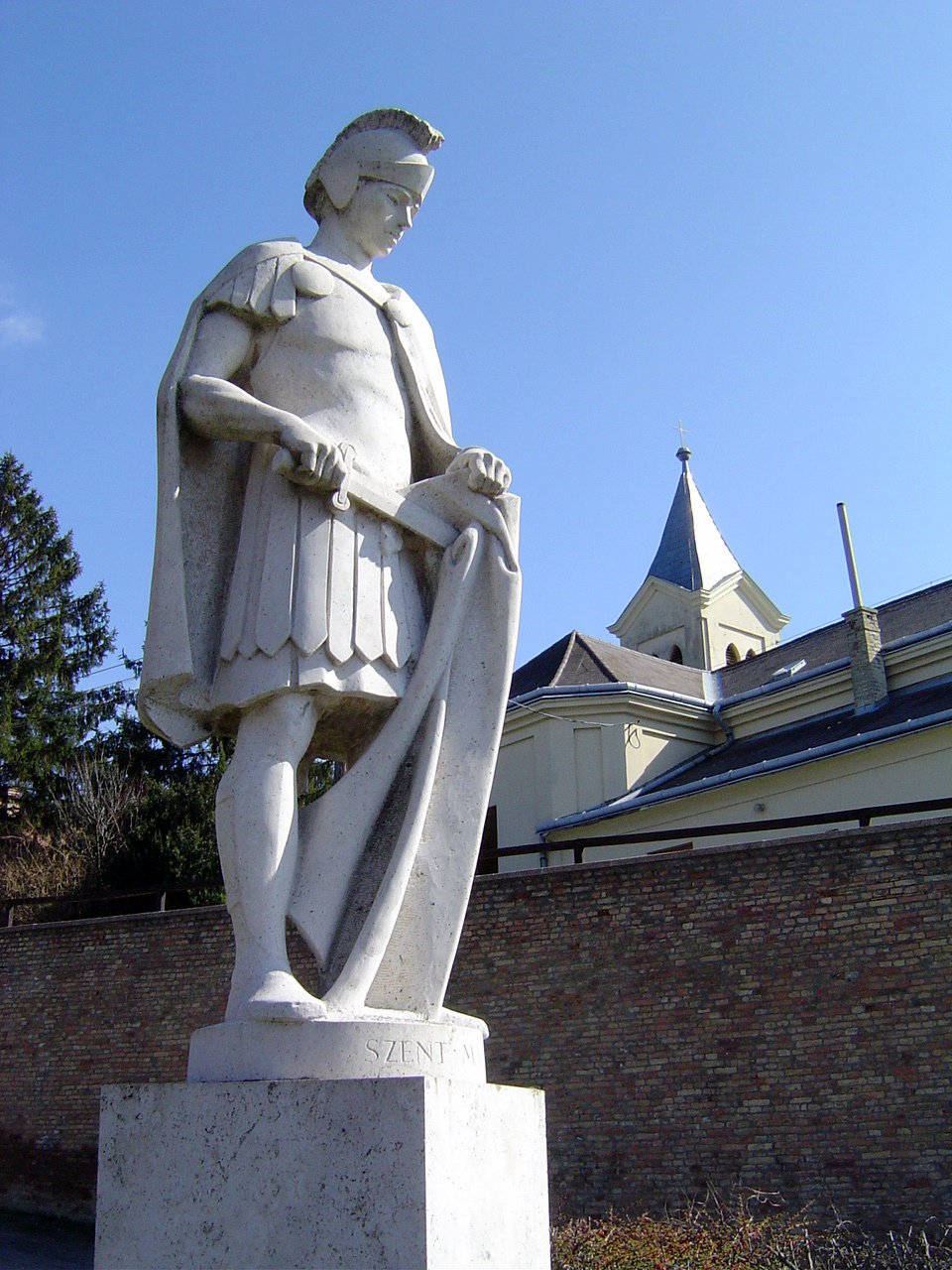
Estatua de Szent Márton (Martín de Tours)

La ciudad, conocida como Győrszentmárton hasta 1965, está dominada por sus monumentos más famosos: la milenaria Archiabadía de Pannonhalma y la Escuela Secundaria Benedictina, situadas sobre el pueblo, en la colina de Szent Márton. La colina aún se conoce con este antiguo nombre, y el nombre «Pannonhalma» se introdujo como parte de las reformas lingüísticas húngaras del siglo XIX. La asociación con San Martín («Szent Márton» en húngaro) se deriva de la creencia de que Martín de Tours nació aquí, aunque otros creen que nació en la cercana Szombathely.
En el cruce de caminos bajo la abadía, hay una pequeña estatua en la ciudad que muestra al santo como un soldado romano, cortando su manto según la leyenda asociada a él. La muralla que se encuentra detrás forma parte de las fortificaciones originales construidas en 1569 como resultado de las incursiones de los turcos otomanos en Hungría Occidental. La zona permaneció como una frontera móvil entre el Imperio Otomano y la monarquía de los Habsburgo durante los siguientes 140 años, y la ciudad sufrió daños considerables durante este periodo.
Desde al menos el siglo XIX, Szent Márton contó con una importante comunidad judía. Desempeñaron un papel importante en el comercio del pueblo, tal como era entonces, hasta los últimos años de la Segunda Guerra Mundial. En 1944, las familias judías que quedaban fueron detenidas y enviadas a campos de exterminio. Una pequeña sinagoga, construida a finales del siglo XIX, permanece en la calle principal, aunque ya no se utiliza. Docenas de judíos recibieron protección en la abadía cuando pasó a manos de la Cruz Roja Internacional en octubre de 1944, junto con otros 3 000 refugiados, muchos de ellos niños, gracias a los esfuerzos del ciudadano suizo Eduard Benedek Brunschweiler. La Cruz Roja Internacional fue expulsada de Pannonhalma por el Ejército Rojo en abril de 1945.
En 1996, partes de la ciudad fueron incluidas en la declaración de la UNESCO de la Abadía como Patrimonio de la Humanidad. Cuatro años más tarde, el pueblo de Pannonhalma recibió oficialmente la categoría de ciudad.

## Comodidades
Además de tiendas de alimentación y ferreterías locales, el pueblo también cuenta con varias cafeterías y pubs, bodegas y dos restaurantes. Hay dos en el centro, junto a una iglesia, y más abajo, junto a un supermercado (Coop). Junto a la iglesia se encuentran una bodega, varios restaurantes, una cafetería, bares, un cajero automático y una oficina de correos. Cerca del supermercado hay comercios, una clínica ambulatoria, una farmacia, una escuela primaria, una base de ambulancias, una comisaría y un parque de bomberos.

## Transporte
Hay trenes de cercanías y autobuses locales regulares desde y hacia Győr. Hay cuatro autobuses directos a la archiabadía al día. La estación de tren está situada en la parte baja de la ciudad, al pie de una pendiente que se vuelve más pronunciada al final, al llegar a la archiabadía en la cima de la colina Szent Márton, a una distancia de aproximadamente 1,5 kilómetros. Los autobuses locales paran junto a la iglesia, en la parte  del pueblo, cerca de la archiabadía. Más de 100 000 turistas visitan Pannonhalma cada año, aunque la mayoría apenas conoce el pueblo. Los autobuses turísticos suelen parar en el aparcamiento cercano al moderno centro de recepción, en la cima de la colina, con fácil acceso para personas con discapacidad. Junto a este aparcamiento hay un restaurante y una pequeña tienda de recuerdos, con buenas vistas del paisaje circundante.

## Vino
Hay varias fincas agrícolas en la zona y muchos pequeños agricultores aún cultivan uvas, a menudo para elaborar su propio vino. Muchos jardines construidos en la ladera incluyen una pequeña bodega excavada en la arenisca blanda.
La región vinícola de Pannonhalma-Sokoró consta de 630 hectáreas y las principales variedades de uva blanca que se cultivan aquí son Pinot Gris, Chardonnay, Riesling del Rin y Riesling italiano, Királyleányka y Traminer (Gewürztraminer). También se produce una variedad de vino de hielo a partir de Riesling. Hay menos vinos tintos en esta zona; el más extendido es el Kékfrankos.

## Ciudades hermanadas
Pannonhalma está hermanada con:
- Engen, Alemania
- Červený Kostelec, Chequia
- Dolné Saliby, Eslovaquia